# Leigné-les-Bois
Leigné-les-Bois est une commune du Centre-Ouest de la France, située dans le département de la Vienne en région Nouvelle-Aquitaine.

## Géographie

### Climat
Pour des articles plus généraux, voir Climat de la Nouvelle-Aquitaine et Climat de la Vienne.
Historiquement, la commune est exposée à un climat océanique du nord-ouest.  
En 2020, Météo-France publie une typologie des climats de la France métropolitaine dans laquelle la commune est exposée à un climat océanique altéré et est dans la région climatique  Poitou-Charentes, caractérisée par un bon ensoleillement, particulièrement en été et des vents modérés.
Pour la période 1971-2000, la température annuelle moyenne est de 11,6 °C, avec une amplitude thermique annuelle de 15 °C. Le cumul annuel moyen de précipitations est de 718 mm, avec 11,3 jours de précipitations en janvier et 6,8 jours en juillet. Pour la période 1991-2020, la température moyenne annuelle observée sur la station météorologique la plus proche, située sur la commune de Lésigny à 11 km à vol d'oiseau, est de 12,1 °C et le cumul annuel moyen de précipitations est de 743,3 mm,. Pour l'avenir, les paramètres climatiques de la commune estimés pour 2050 selon différents scénarios d’émission de gaz à effet de serre sont consultables sur un site dédié publié par Météo-France en novembre 2022.

### Communes limitrophes
|                       | Coussay-les-Bois | La Roche-Posay |
| Senillé-Saint-Sauveur | Leigné-les-Bois  | Pleumartin     |
|                       | Chenevelles      |                |

## Urbanisme

### Typologie
Au 1er janvier 2024, Leigné-les-Bois est catégorisée commune rurale à habitat dispersé, selon la nouvelle grille communale de densité à sept niveaux définie par l'Insee en 2022.
Elle est située hors unité urbaine. Par ailleurs la commune fait partie de l'aire d'attraction de Châtellerault, dont elle est une commune de la couronne,. Cette aire, qui regroupe 44 communes, est catégorisée dans les aires de 50 000 à moins de 200 000 habitants,.

### Occupation des sols
L'occupation des sols de la commune, telle qu'elle ressort de la base de données européenne d’occupation biophysique des sols Corine Land Cover (CLC), est marquée par l'importance des territoires agricoles (84,2 % en 2018), en diminution par rapport à 1990 (86,2 %). La répartition détaillée en 2018 est la suivante : 
terres arables (42,2 %), zones agricoles hétérogènes (26,4 %), prairies (15,6 %), forêts (14,4 %), zones urbanisées (1,4 %). L'évolution de l’occupation des sols de la commune et de ses infrastructures peut être observée sur les différentes représentations cartographiques du territoire : la carte de Cassini (XVIIIe siècle), la carte d'état-major (1820-1866) et les cartes ou photos aériennes de l'IGN pour la période actuelle (1950 à aujourd'hui).

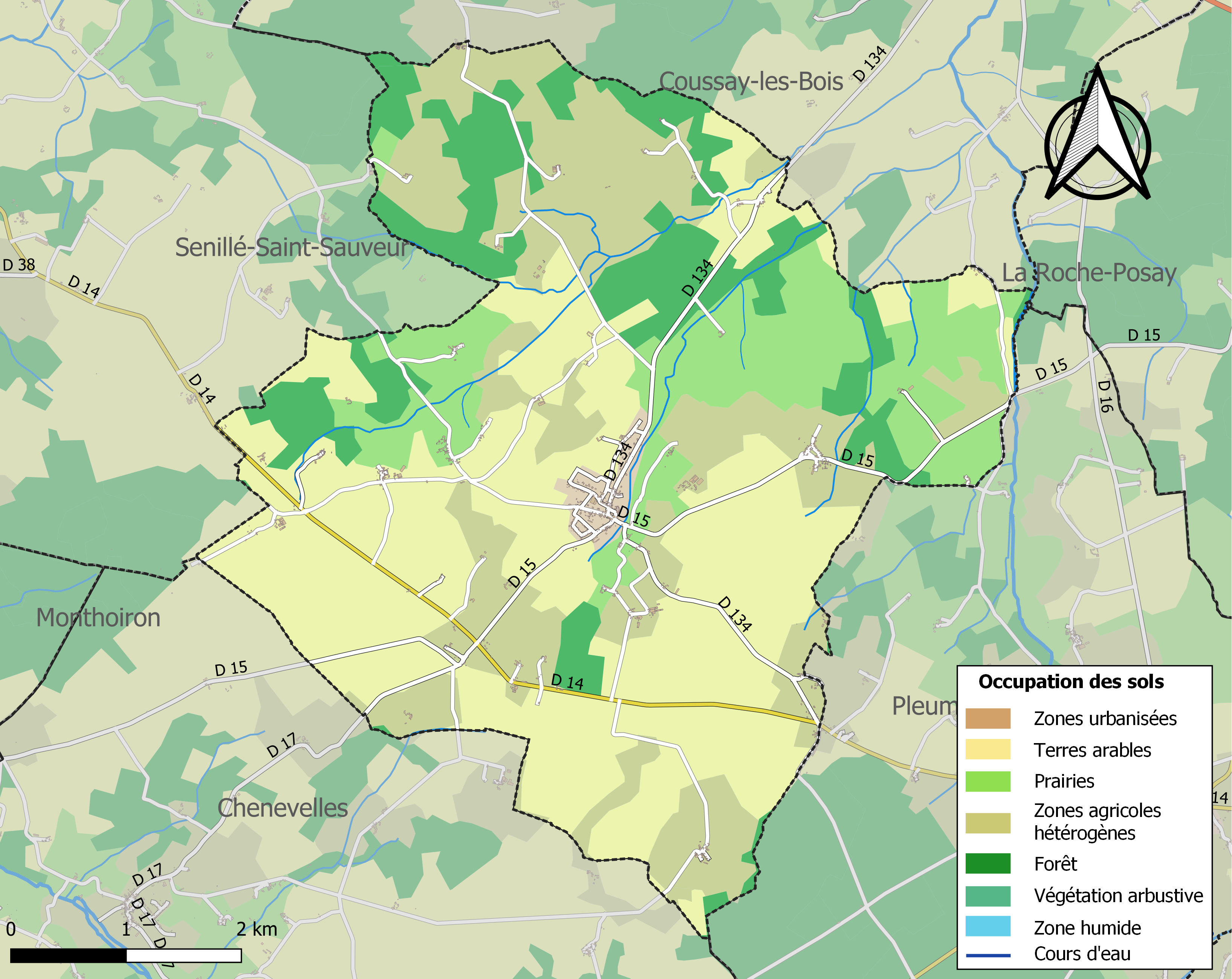
Carte des infrastructures et de l'occupation des sols de la commune en 2018 (CLC).

### Risques majeurs
Le territoire de la commune de Leigné-les-Bois est vulnérable à différents aléas naturels : météorologiques (tempête, orage, neige, grand froid, canicule ou sécheresse), inondations, feux de forêts, mouvements de terrains et séisme (sismicité modérée). Il est également exposé à un risque technologique,  le transport de matières dangereuses. Un site publié par le BRGM permet d'évaluer simplement et rapidement les risques d'un bien localisé soit par son adresse soit par le numéro de sa parcelle.

#### Risques naturels
Certaines parties du territoire communal sont susceptibles d’être affectées par le risque d’inondation par débordement de cours d'eau, notamment la Luire. La commune a été reconnue en état de catastrophe naturelle au titre des dommages causés par les inondations et coulées de boue survenues en 1982, 1983, 1991, 1999 et 2010,.
Leigné-les-Bois est exposée au risque de feu de forêt. En 2014, le deuxième plan départemental de protection des forêts contre les incendies (PDPFCI) a été adopté pour la période 2015-2024. Les obligations légales de débroussaillement dans le département sont définies dans un arrêté préfectoral du 29 mai 2015,, celles relatives à l'emploi du feu et au brûlage des déchets verts le sont dans un arrêté permanent du 24 mai 2015,.

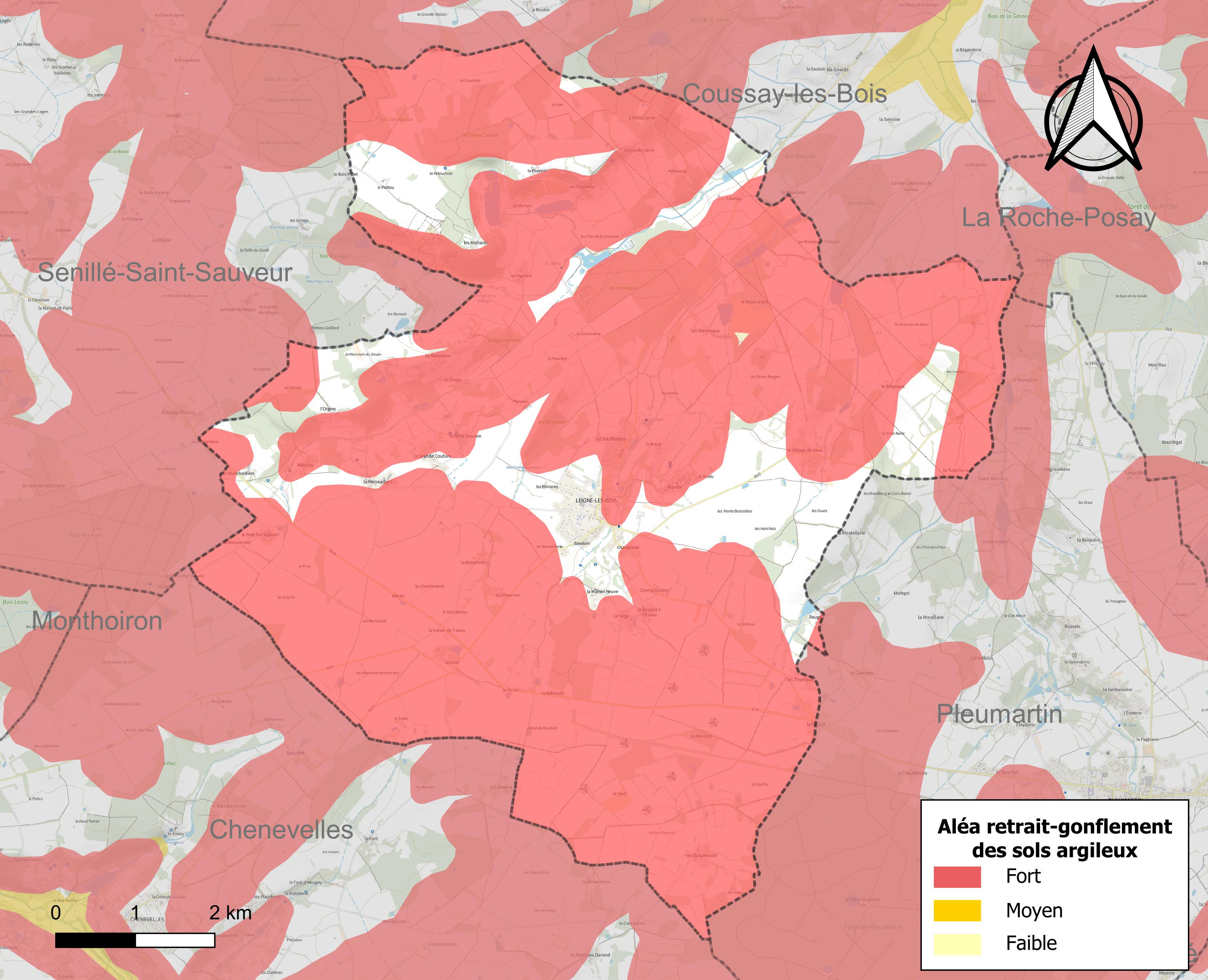
Carte des zones d'aléa retrait-gonflement des sols argileux de Leigné-les-Bois.

Les mouvements de terrains susceptibles de se produire sur la commune sont des tassements différentiels. Le retrait-gonflement des sols argileux est susceptible d'engendrer des dommages importants aux bâtiments en cas d’alternance de périodes de sécheresse et de pluie. 82,7 % de la superficie communale est en aléa moyen ou fort (79,5 % au niveau départemental et 48,5 % au niveau national). Depuis le 1er octobre 2020, en application de la loi ÉLAN, différentes contraintes s'imposent aux vendeurs, maîtres d'ouvrages ou constructeurs de biens situés dans une zone classée en aléa moyen ou fort,.
La commune a été reconnue en état de catastrophe naturelle au titre des dommages causés par la sécheresse en 1989, 2003, 2005 et 2017 et par des mouvements de terrain en 1999 et 2010.

## Toponymie
Le nom du village proviendrait de l’anthroponyme gallo-romain Laingnius avec le suffixe latin de propriété -acum devenu  -ec  puis  -é  et signifiant  domaine de.

## Politique et administration

### Liste des maires
| Période   | Période   | Identité          | Étiquette | Qualité |
| --------- | --------- | ----------------- | --------- | ------- |
| mars 2001 | mars 2008 | Philippe Guenaire |           |         |
| mars 2008 |           | Claude Brissonnet |           |         |

### Instances judiciaires et administratives
La commune relève du tribunal d'instance de Châtellerault, du tribunal de grande instance de Poitiers, de la cour d'appel  de Poitiers, du tribunal pour enfants de Poitiers, du conseil de prud'hommes de Poitiers, du tribunal de commerce de Poitiers, du tribunal administratif de Poitiers et de la cour administrative d'appel  de  Bordeaux,  du tribunal des pensions de Poitiers, du tribunal des affaires de la Sécurité sociale de la Vienne, de la cour d’assises de la Vienne.

### Services publics
Les réformes successives de La Poste ont conduit à la fermeture de nombreux bureaux de poste ou à leur transformation en simple relais. Toutefois, la commune a pu maintenir le sien.

### Politique environnementale
Dans son palmarès 2024, le Conseil national de villes et villages fleuris de France a attribué une fleur à la commune.

## Démographie
L'évolution du nombre d'habitants est connue à travers les recensements de la population effectués dans la commune depuis 1793. Pour les communes de moins de 10 000 habitants, une enquête de recensement portant sur toute la population est réalisée tous les cinq ans, les populations de référence des années intermédiaires étant quant à elles estimées par interpolation ou extrapolation. Pour la commune, le premier recensement exhaustif entrant dans le cadre du nouveau dispositif a été réalisé en 2007.

En 2022, la commune comptait 565 habitants, en évolution de −3,75 % par rapport à 2016 (Vienne : +0,6 %, France hors Mayotte : +2,11 %).
| 1793 | 1800 | 1806 | 1821 | 1831 | 1836 | 1841 | 1846 | 1851 |
| ---- | ---- | ---- | ---- | ---- | ---- | ---- | ---- | ---- |
| 599  | 687  | 597  | 548  | 604  | 720  | 716  | 796  | 801  |

| 1856 | 1861 | 1866 | 1872 | 1876 | 1881 | 1886 | 1891 | 1896 |
| ---- | ---- | ---- | ---- | ---- | ---- | ---- | ---- | ---- |
| 793  | 780  | 778  | 700  | 740  | 710  | 725  | 701  | 648  |

| 1901 | 1906 | 1911 | 1921 | 1926 | 1931 | 1936 | 1946 | 1954 |
| ---- | ---- | ---- | ---- | ---- | ---- | ---- | ---- | ---- |
| 664  | 696  | 704  | 698  | 735  | 696  | 685  | 649  | 621  |

| 1962 | 1968 | 1975 | 1982 | 1990 | 1999 | 2006 | 2007 | 2012 |
| ---- | ---- | ---- | ---- | ---- | ---- | ---- | ---- | ---- |
| 631  | 578  | 519  | 509  | 500  | 465  | 557  | 570  | 579  |

| 2017 | 2022 | - | - | - | - | - | - | - |
| ---- | ---- | - | - | - | - | - | - | - |
| 592  | 565  | - | - | - | - | - | - | - |

La densité de population de la commune est de 19 hab./km2. Celle du département est de 61 hab./km2. Elle est de 68 hab./km2 pour la région Poitou-Charentes et de 115 hab./km2 pour la France.

## Économie
Selon la Direction régionale de l'Alimentation, de l'Agriculture et de la Forêt de Poitou-Charentes, il n'y a plus que 17 exploitations agricoles en 2010 contre 26 en 2000.
Les surfaces agricoles utilisées ont augmenté de 26 % et sont passées de 1 653 hectares en 2000 à 2 090 hectares en 2010. Ces chiffres indiquent une concentration des terres sur un nombre plus faible d’exploitations. Cette tendance est conforme à l’évolution  constatée sur tout le département de la Vienne puisque de 2000 à 2007, chaque exploitation a gagné en moyenne 20 hectares.
46 % des surfaces agricoles sont destinées à la culture des céréales (blé tendre essentiellement mais aussi orges et maïs), 14 % pour les oléagineux (pour moitié du colza et pour une autre moitié du tournesol), 2 % pour les protéagineux, 19 % pour le fourrage et 12 % reste en herbes. En 2000, 3 hectares (0 en 2010) sont consacrés à la vigne.
7 exploitations en 2010 (contre 8 en 2000) abritent un élevage de bovins (764 têtes en 2010 contre 598 têtes en 2000). 6 exploitations en 2010 (contre 12 en 2000) abritent un élevage d'ovins (1 467 têtes en 2010 contre 1 937 têtes en 2000). Cette évolution est conforme à la tendance globale du département de la Vienne. En effet, le troupeau d’ovins, exclusivement destiné à la production de viande, a diminué de 43,7 % de 1990 à 2007. En 2011, le nombre de têtes dans le département de la Vienne était de 214 300 têtes. L'élevage de volailles a connu une baisse : 129 têtes en 2000 répartis sur 5 fermes contre 35 têtes en 2010 répartis sur 3 fermes.

## Culture locale et patrimoine

### Lieux et monuments

#### Patrimoine religieux
L'église Saint-Rémi est inscrite comme monument historique depuis 1939. Elle date de la fin du XIe siècle. Le portail occidental est de style gothique flamboyant. Le clocher-porche est du XIIe siècle. À l'intérieur de l'édifice, il faut remarquer la coupole octogonale sur trompes, ainsi que plusieurs culs-de-lampe sculptés qui reçoivent les voûtes dans les angles.

#### Patrimoine naturel
La forêt de Pleumartin s’étend en partie sur le territoire de trois communes : Leigné-les-Bois, Pleumartin et Chenevelles.
Il est possible d’observer le Bouvreuil pivoine, le Busard Saint-Martin, l’Engoulevent d’Europe, le Faucon hobereau, la Mésange huppée et le Rouge-queue à front blanc.

### Articles de Wikipédia
- Liste des communes de la Vienne
- Anciennes communes de la Vienne